# Gare de Tamines
La gare de Tamines est une gare ferroviaire belge de la ligne 130, de Namur à Charleroi, située à Tamines sur le territoire de la commune de Sambreville dans la province de Namur en Région wallonne.
Elle est mise en service en 1843 par l'administration des chemins de fer de l'État belge, le bâtiment voyageurs actuel est construit en 1880. C'est une gare de la Société nationale des chemins de fer belges (SNCB) desservie par des trains InterCity (IC), Suburbains (S61) et d'Heure de pointe (P).

## Situation ferroviaire
Établie à 102 mètres d'altitude, la gare de Tamines est située au point kilométrique (PK) 22,000 de la ligne 130, de Namur à Charleroi, entre les gares d'Auvelais et Aiseau.
C'est un nœud ferroviaire avec la ligne 150, de Tamines à Jemelle et la ligne 147, de Tamines à Landen. Ces deux lignes, qui ne voient plus le passage des voyageurs depuis plusieurs dizaines d'années, sont cependant encore exploitées par le trafic marchandise sur certaines portions: entre Tamines et Aisemont pour la ligne 150 et entre Fleurus et Auvelais pour la ligne 147 (portion reconstruite au début des années 2000). Le reste de ces deux lignes a soit disparu ou est exploité par d'autres acteurs.

## Histoire
Le tout premier train à avoir traversé Tamines était un train d’essais mis en marche entre Bruxelles et Namur à la fin des travaux, le 20 juillet 1843. La distance séparant Bruxelles de Namur, via Braine-le-Compte et Charleroi, fut parcourue en 4 h.
L’administration des chemins de fer de l’État belge inaugure le 31 juillet 1843 la gare de Tamines, ainsi que la ligne de Braine-le-Comte à Namur (actuelles lignes 117, 124 et 130). À partir du 2 août de la même année, les trains commencent à circuler régulièrement.
Elle devient une gare de bifurcation le 12 juin 1868 lorsque la Compagnie du Chemin de Fer de Tamines à Landen inaugure la section finale de la ligne 147. Le 3 septembre 1879, l’État belge (qui a entretemps nationalisé la ligne 147) inaugure la section de Tamines à Mettet de l'actuelle ligne 150, dont la construction sera terminée en 1889 et qui constituait alors un maillon de la ligne d'Athus-Meuse.
L’aspect du premier bâtiment de la gare n'est pas connu. En 1873, les chemins de fer de l'État Belge entament un agrandissement des installations comprenant un monumental bâtiment des voyageurs, pratiquement identique à celui de la gare de Virton sur l'Athus-Meuse, qui aurait été complété en 1880. Il est constitué de deux parties hautes à toiture mansardée encadrant une aile basse de sept travées sous bâtière avec un fronton surplombant l’entrée.

## Service des voyageurs

### Accueil
Gare de la SNCB, elle dispose d'un bâtiment voyageurs, avec guichet, ouvert tous les jours. Elle est équipée d'un automate pour l'achat de titres de transport. Un service, des aménagements et des équipements sont à la disposition des personnes à mobilité réduite.

### Desserte
Tamines est desservie par des trains InterCity (IC), Suburbains (S61) et d’Heure de pointe (P) de la SNCB, qui effectuent des missions sur la ligne 130 (Charleroi - Namur).
En semaine, la desserte régulière est constituée de quatre trains : des trains IC-19 Liers - Liège - Namur - Charleroi - Mons - Tournai, prolongés soit vers Lille-Flandres soit vers Mouscron et Courtrai ; des trains IC-25 Herstal - Liège - Namur - Charleroi - Mons ; des trains S61 de Jambes (ou Namur) à Ottignies et Wavre via Charleroi ; des trains S61 de Jambes à Charleroi-Central. En complément de ces services cadencés à l'heure, deux trains d'heure de pointe (P) circulent le matin de Jemeppe-sur-Sambre à Charleroi-Central et Bruxelles (Schaerbeek) et effectuent le trajet inverse l'après-midi. Il existe aussi un aller-retour Tamines - Jemeppe-sur-Sambre - Gembloux, le matin, via la ligne 144.
Les week-end et jours fériés, la desserte est moins étoffée et comprend un train IC-25 Liers - Herstal - Mons - Tournai - Mouscron, toutes les heures, et un train S61 entre Namur et Ottignies via Charleroi, toutes les deux heures.

Installations et desserte
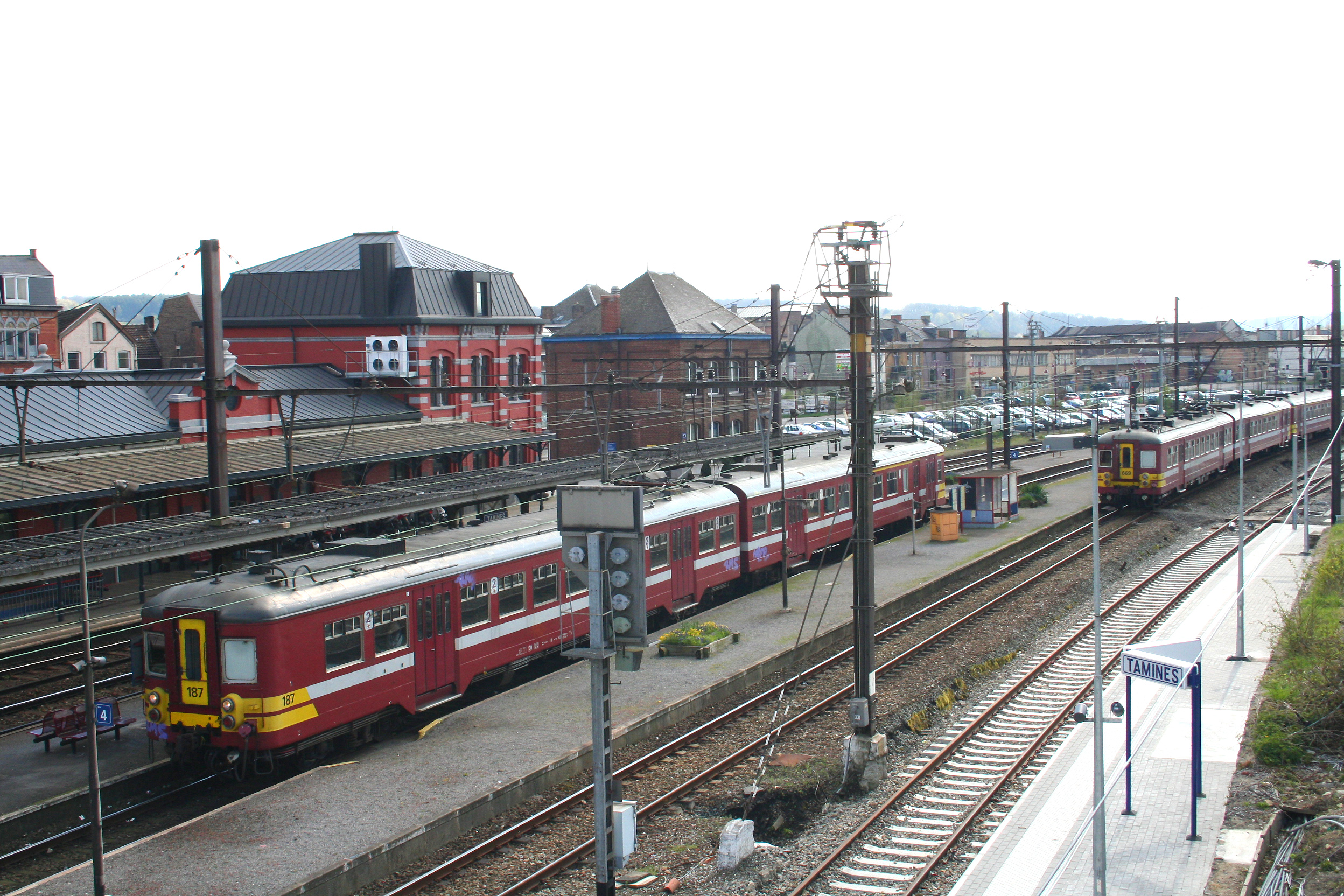
2008.
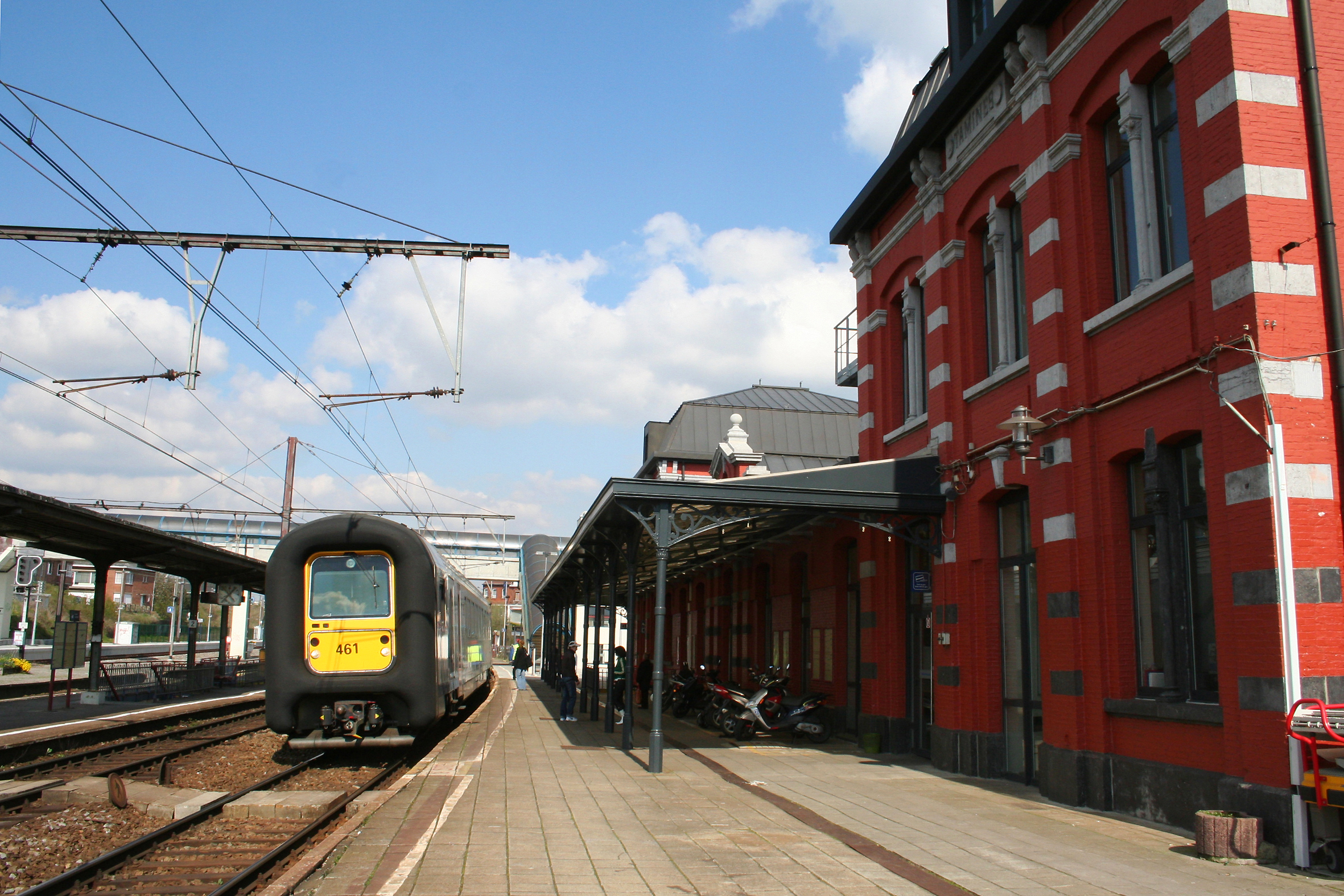
2008.
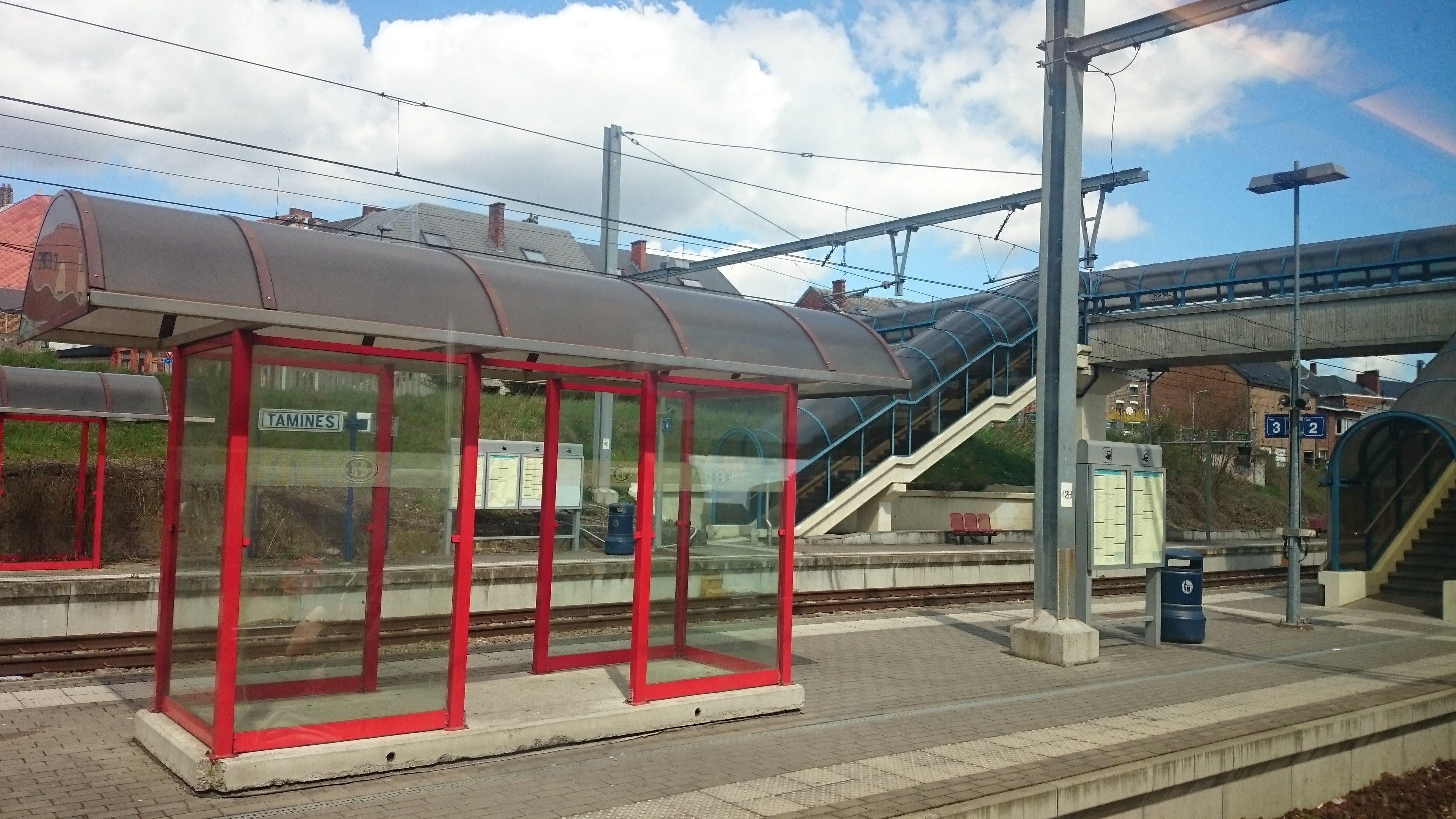
2016.

### Intermodalité
Un parc gratuit pour les vélos et un parking, également gratuit, pour les véhicules y sont aménagés.
Elle est desservie par des bus. Pour les TEC Namur-Luxembourg, il s'agit des lignes 36 (Tamines-Auvelais-Arsimont-Ham s/s-(Spy)); 58 (Moignelée-Tamines-Auvelais-Jemeppe s/s-Spy ou St-Martin); 147a (Tamines-Lambusart-Fleurus-Ligny-Gembloux) et 150a (Tamines-Falisolle-Fosses-la-Ville-Mettet-Ermeton-sur-Biert). Les lignes 155/156 (Gilly-Châtelet/Chatelineau-Montigny s/s-Aiseau-Tamines-Auvelais-Velaine s/s-Wanfercée Baulet-Châtelet/Chatelineau) sont quant à elles assurées par les TEC Charleroi.

## Comptage voyageurs
Ce graphique et tableau montre le nombre de voyageurs embarquant en moyenne durant la semaine, le samedi et le dimanche.
| Nombre de passagers qui embarquent à la gare de Tamines | Nombre de passagers qui embarquent à la gare de Tamines | Nombre de passagers qui embarquent à la gare de Tamines | Nombre de passagers qui embarquent à la gare de Tamines |
|                                                         | Semaine                                                 | Samedi                                                  | Dimanche                                                |
| ------------------------------------------------------- | ------------------------------------------------------- | ------------------------------------------------------- | ------------------------------------------------------- |
| 1977                                                    | 2 054                                                   | 571                                                     | 456                                                     |
| 1978                                                    | 2 502                                                   | 550                                                     | 522                                                     |
| 1979                                                    | 1 914                                                   | 25                                                      | 444                                                     |
| 1980                                                    | 2 015                                                   | 489                                                     | 471                                                     |
| 1981                                                    | 1 863                                                   | 594                                                     | 492                                                     |
| 1982                                                    | 1 842                                                   | 568                                                     | 476                                                     |
| 1983                                                    | 1 808                                                   | 443                                                     | 376                                                     |
| 1984                                                    | 1 911                                                   | 482                                                     | 379                                                     |
| 1985                                                    | 1 854                                                   | 483                                                     | 334                                                     |
| 1986                                                    | 1 962                                                   | 455                                                     | 342                                                     |
| 1987                                                    | 1 892                                                   | 466                                                     | 482                                                     |
| 1988                                                    | 2 147                                                   | 336                                                     | 425                                                     |
| 1989                                                    | 2 100                                                   | 583                                                     | 404                                                     |
| 1990                                                    | 2 197                                                   | 716                                                     | 628                                                     |
| 1991                                                    | 2 413                                                   | 849                                                     | 695                                                     |
| 1992                                                    | 2 375                                                   | 657                                                     | 554                                                     |
| 1993                                                    | 2 260                                                   | 516                                                     | 380                                                     |
| 1994                                                    | 2 371                                                   | 525                                                     | 494                                                     |
| 1995                                                    | 1 900                                                   | 408                                                     | 362                                                     |
| 1996                                                    | 1 290                                                   | 341                                                     | 269                                                     |
| 1997                                                    | 1 841                                                   | 444                                                     | 370                                                     |
| 1998                                                    | 1 433                                                   | 480                                                     | 264                                                     |
| 1999                                                    | 1 899                                                   | 310                                                     | 237                                                     |
| 2000                                                    | 1 560                                                   | 398                                                     | 298                                                     |
| 2001                                                    | 2 004                                                   | 326                                                     | 310                                                     |
| 2002                                                    | 2 049                                                   | 328                                                     | 260                                                     |
| 2003                                                    | 1 599                                                   | 407                                                     | 304                                                     |
| 2004                                                    | 1 880                                                   | 374                                                     | 279                                                     |
| 2005                                                    | 2 156                                                   | 506                                                     | 430                                                     |
| 2006                                                    | 2 038                                                   | 404                                                     | 368                                                     |
| 2007                                                    | 1 751                                                   | 443                                                     | 360                                                     |
| 2008                                                    | -                                                       | -                                                       | -                                                       |
| 2009                                                    | 2 220                                                   | 536                                                     | 451                                                     |
| 2010                                                    | -                                                       | -                                                       | -                                                       |
| 2011                                                    | -                                                       | -                                                       | -                                                       |
| 2012                                                    | 1 572                                                   | 433                                                     | 466                                                     |
| 2013                                                    | 1 780                                                   | 439                                                     | 426                                                     |
| 2014                                                    | 1 891                                                   | 557                                                     | 414                                                     |
| 2015                                                    | 1 519                                                   | 357                                                     | 297                                                     |
| 2016                                                    | 1 403                                                   | 478                                                     | 398                                                     |
| 2017                                                    | 1 347                                                   | 532                                                     | 392                                                     |
| 2018                                                    | 1 465                                                   | 454                                                     | 377                                                     |
| 2019                                                    | 1 606                                                   | 364                                                     | 365                                                     |
| 2020                                                    | 1 151                                                   | 595                                                     | 559                                                     |
| 2021                                                    | -                                                       | -                                                       | -                                                       |
| 2022                                                    | 1 500                                                   | 475                                                     | 371                                                     |
| 2023                                                    | 1 698                                                   | 519                                                     | 352                                                     |
| 2024                                                    | 1 700                                                   | 591                                                     | 548                                                     |